# 天神之后堂 (穆拉诺)

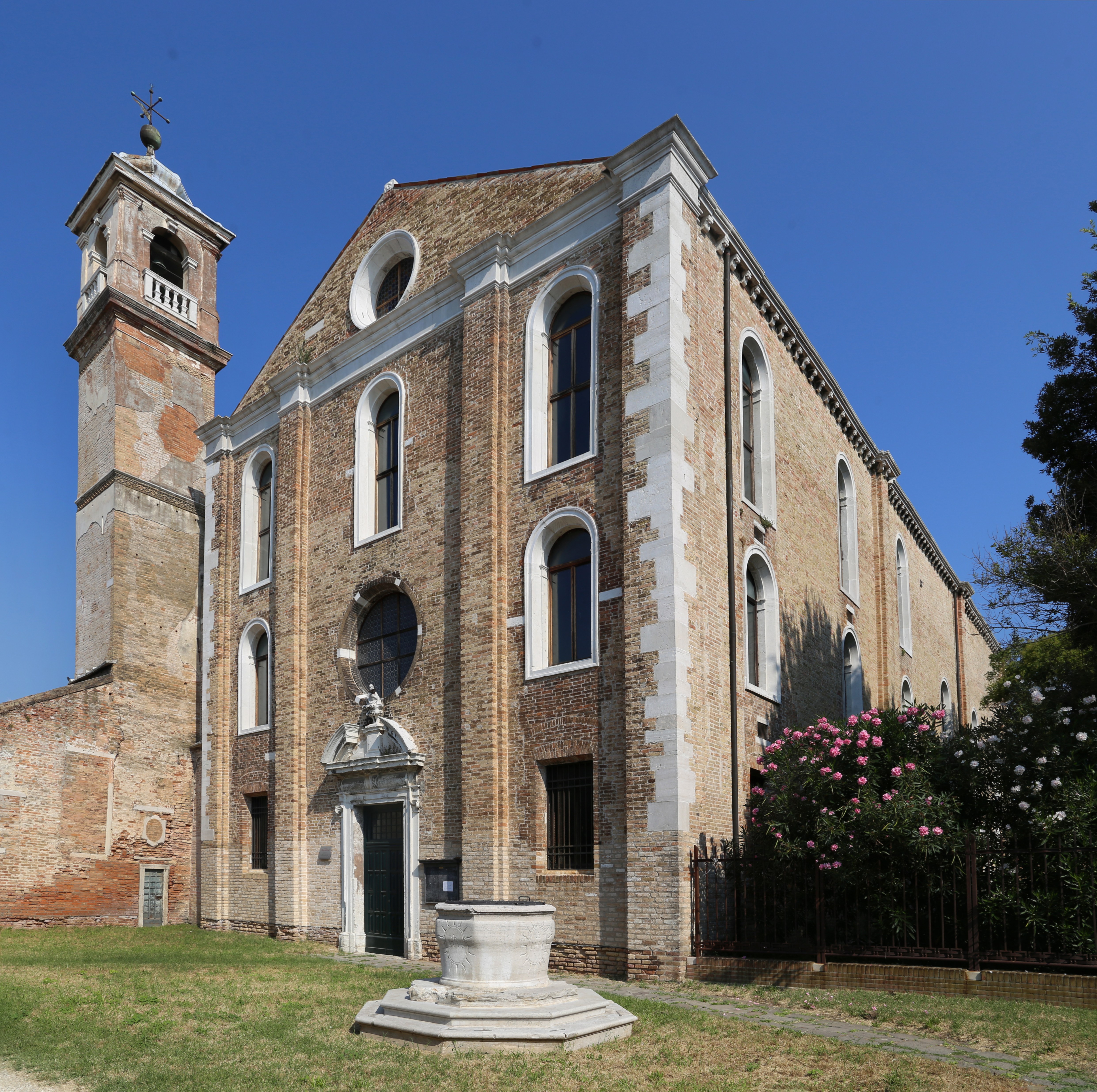
天神之后堂

天神之后堂（Santa Maria degli Angeli）是一座罗马天主教教堂，位于意大利北部威尼斯潟湖的穆拉诺岛。
该堂创建于1188年。当时一名贵族妇女 Ginevra Gradenigo被她的父亲送去成为修女，捐赠给院长这里的一块土地，兴建了一所修道院。1529年拆除重建。法国国王亨利三世曾于1574年来访。
这所修院居住着出身于威尼斯贵族家庭的修女。1810年修院被取缔，1848年教堂关闭，失去了大部分的财宝。1861年教堂恢复。
目前天神之后堂不是穆拉诺的本堂区。
该堂入口处有大理石浅浮雕“圣母领报”。内部拥有若干艺术品。